# پیکادیلی، استرالیای جنوبی
پیکادیلی (به انگلیسی: Piccadilly) یک شهرک در استرالیا است که در استرالیای جنوبی واقع شده‌است.